# Gyna lurida
Gyna lurida är en kackerlacksart som beskrevs av Henri Saussure 1899. Gyna lurida ingår i släktet Gyna och familjen jättekackerlackor. Inga underarter finns listade i Catalogue of Life.